# Like an Ever Flowing Stream
Like an Ever Flowing Stream è un album discografico del gruppo musicale svedese Dismember, pubblicato nel 1991 dalla Nuclear Blast.

## Tracce
Testi di Matti Kärki e Fred Estby.
1. Override of the Overture – 5:15
2. Soon to Be Dead – 1:55
3. Bleed for Me – 3:20
4. And So Is Life – 3:11
5. Dismembered – 5:54
6. Skin Her Alive – 2:15
7. Sickening Art – 3:55
8. In Death's Sleep – 5:21

Durata totale: 31:06

## Formazione

### Gruppo
- Matti Kärki - voce
- David Blomqvist - chitarra
- Robert Sennebäck - chitarra
- Richard Cabeza - basso
- Fred Estby - batteria

### Altri musicisti
- Nicke Andersson - chitarra